# Liste der Orte in Ulm
Die Liste der Orte in Ulm listet die geographisch getrennten Orte (Stadtteile, Dörfer, Weiler, Höfe, Wohnplätze) im Stadtkreis Ulm in Baden-Württemberg auf.

## Systematische Liste
Alphabet der Stadtteile mit den zugehörigen Orten.

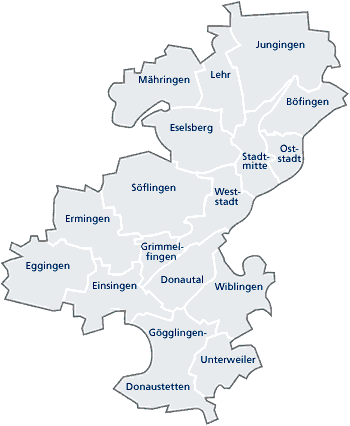
Stadtteile

Das Stadtgebiet von Ulm ist in folgende Stadtteile eingeteilt:
- Böfingen
- Donautal
- Eggingen
- Einsingen
- Ermingen
- Eselsberg
- Gögglingen-Donaustetten
- Grimmelfingen
- Jungingen
- Lehr
- Mähringen
- Oststadt
- Söflingen
- Stadtmitte
- Unterweiler
- Weststadt
- Wiblingen

## Alphabetische Liste
In Normalschrift erscheinen die Stadtteile, in Kursivschrift Wohnplätze, Höfe und Häuser:
| - Allewind - Beim kleinen Gehrn - Böfingen - Böfingen (Burg/Schloß) - Braunland - Buckenhof - Butzental - Donautal - Eggingen - Eichenplatz - Einsingen - Ermingen - Eselsberg - Fischbachhof - Gleißelstetten - Gögglingen-Donaustetten - Grimmelfingen - Harthausen - Himmelweiler - Jungingen - Kesselbronn - Lehr - Lerchenfeldhof - Lindenhöhe | - Mähringen - Michelsberg - Mutzenlauher - Oberberghof - Oberer Kuhberg - Oberer Riedhof - Oberhaslach - Obertalfingen - Örlingen - Oststadt - Riedmühle - Römerhöfe - Roter Berg - Ruhetal - Safranberg - Schaffelkingen - Söflingen - Stadtmitte - St. Moritz - Unterer Riedhof - Unterhaslach - Unterweiler - Weststadt - Wiblingen - Ziegelhütte - Ziegelweiler |